# روبرتو كرافيرو
روبرتو كرافيرو (Roberto Cravero) ، (فيناريا ريالي، 3 يناير 1964)، هو لاعب كرة قدم إيطالي سابق.
لعب مع منتخب إيطاليا لكرة القدم.

## روابط خارجية
- روبرتو كرافيرو على موقع الاتحاد الدولي (مؤرشف)  (الإنجليزية)
- روبرتو كرافيرو على موقع قاعدة بيانات كرة القدم.إي يو (الإنجليزية)
- روبرتو كرافيرو على موقع أوليمبيديا (الإنجليزية)